# Josef Čapek
Josef Čapek (23. ožujka 1887. – travnja 1945.) bio je češki umjetnik koji je najbolje znan kao slikar, ali je isto bio i spisatelj i pjesnik. Izumio je riječ robot, koju je kasnije u popularnoj literaturi proširio njegov brat Karel Čapek.
Josef Čapek se rodio u Hronovu, Bohemija, Austro-Ugarska, 1887. Isprva je slikao u kubizmu, ali je kasnije razvio svoj vlastiti razigrani stil.  Surađivao je s bratom Karelom na nekoliko kazališnih predstava i kratkih priča; napisao je utopijski kazališni komad Zemlja s puno imena kao i nekoliko romana i eseja u kojima se zalagao za umjetnost podsvjesnog i dječjeg. Izumio je danas općepoznati termin robot. Crtao je i stripove i karikature za novine Lidové Noviny u Pragu.
Zbog svoje kritičnosti prema nacističkoj diktaturi Adolfa Hitlera, uhićen je ubrzo nakon što je njemački Treći Reich okupirao Čehoslovačku 1939. godine. Pisao je Pjesme iz koncentracijskog logora iz logora Bergen-Belsena, gdje je i preminuo 1945.
Njegove ilustrirane priče 'Povídání o Pejskovi a Kočičce' ('Sve o psima i mačkama') se smatra klasikom češke dječje literature.